# Leche de amapolas
La leche de amapolas (aguonų pienas) es una bebida o sopa tradicional de Lituania, constituye uno de los 12 platillos de la Cena de Navidad denominada Kūčios. Por lo general se la consume junto con kūčiukai, otro platillo tradicional de la Cena de Navidad en Lituania.
Las semillas de amapolas simbolizan en Lituania la abundancia y la prosperidad, de allí su preferencia para incluirlas en el menú navideño.

## Preparación
Para preparar la leche de amapolas, se requiere de uno a dos vasos de semillas de amapolas. Las semillas de amapola se remojan en un poco de agua caliente durante aproximadamente un día, cambiando el agua de vez en cuando, hasta que las semillas se ablanden. Luego se muelen las semillas en una procesadora de alimentos (o con un mortero), hasta que se obtiene un líquido blanco. Se agrega un poco de agua fría (preferiblemente agua que ha sido hervida y se ha enfriado), y se estrujan las semillas una vez más. Este proceso se repite varias veces para obtener un buen concentrado de leche de semilla de amapola. Luego el concentrado es diluido con agua fría (la cantidad de agua depende del gusto y las preferencias familiares, pero el sabor de las semillas de amapola debe ser fuerte). Finalmente se agrega azúcar o miel para endulzar la leche de semillas de amapola.